# Rama (Mythologie)

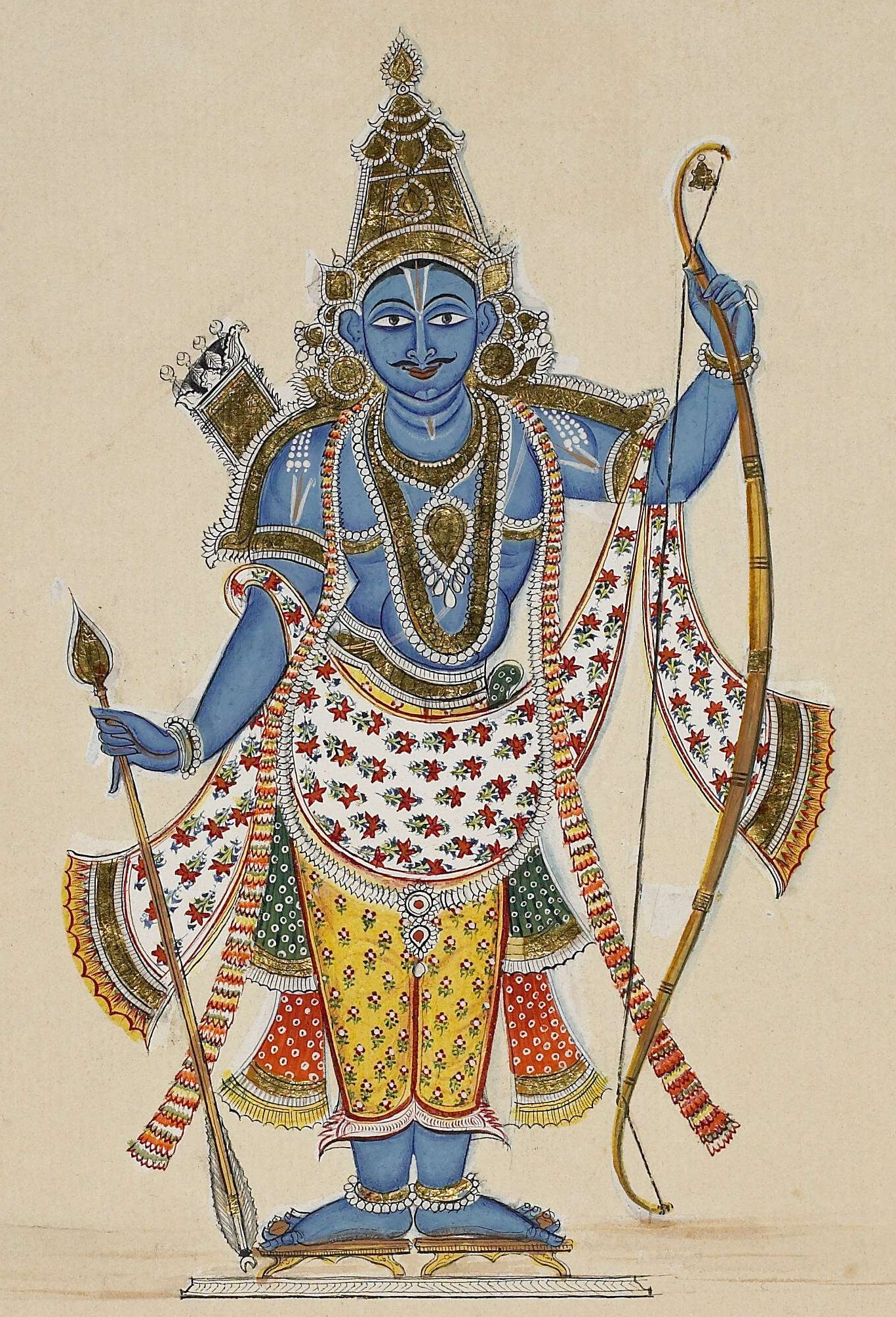
Gemälde von Rama aus Südindien, 1816 (British Museum)

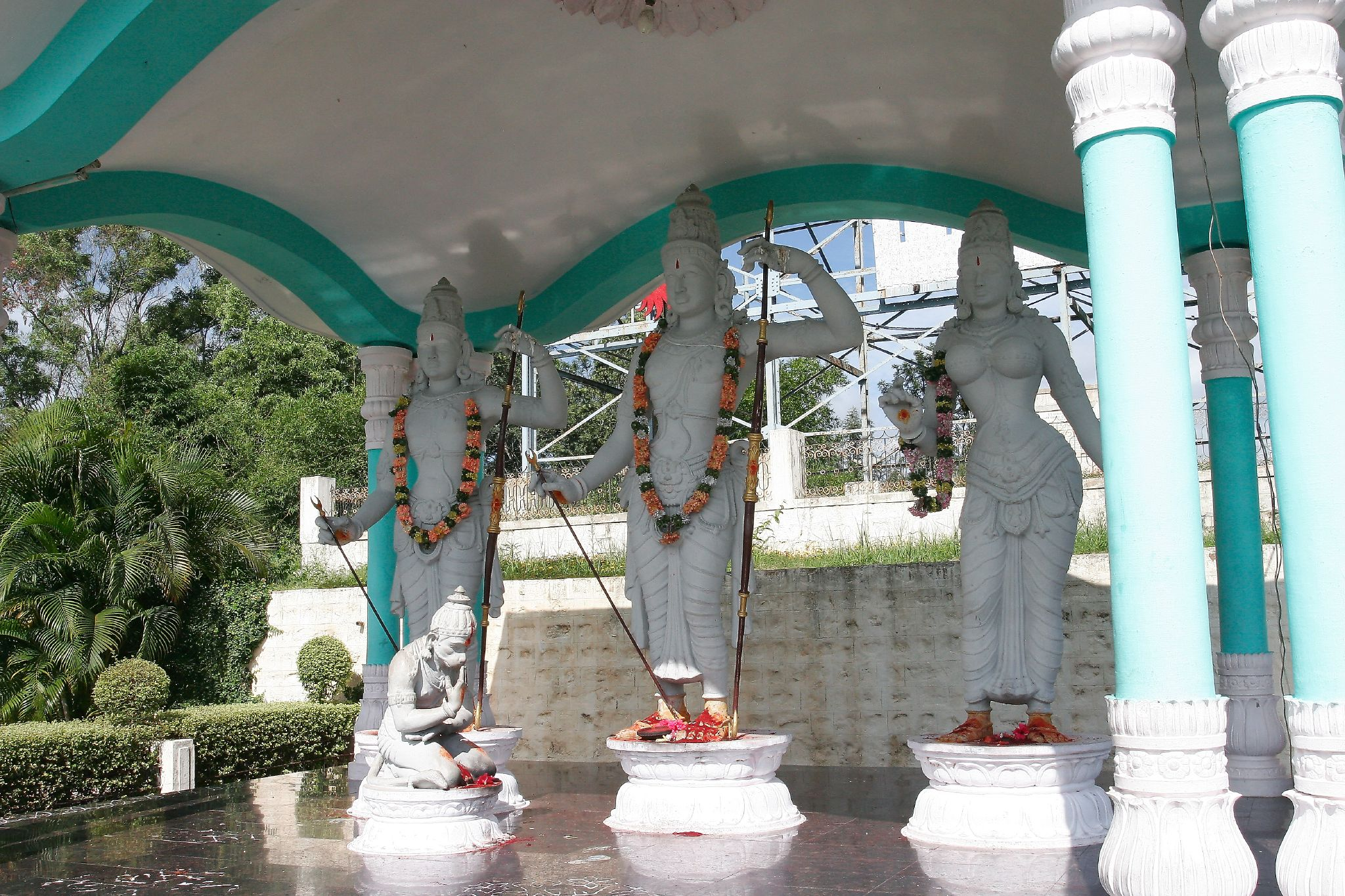
Rama mit Sita und Lakshmana, davor sein ergebener Diener Hanuman

Rama oder Ram (Sanskrit, m., राम, rāma), auch Ramachandra (रामचन्द्र rāmacandra), ist nach den Lehren des Hinduismus der siebente Avatara (Inkarnation) von Vishnu, einem hinduistischen Gott. Er gilt als gebildet, schön und mit allen königlichen Eigenschaften ausgestattet. Von seinen Anhängern wird Rama als Brahman verehrt, das heißt als die transzendente, unveränderliche Urkraft oder auch Weltenseele, in welche sich das Atman wandelt, was wiederum das Auflösen der individuellen Seele bedeutet. Seine Geschichte wird in dem indischen Heldenepos Ramayana erzählt.

## Legenden
Bei dieser Zusammenfassung handelt es sich um eine traditionelle Legendenerzählung, die auf literarischen Details aus dem Ramayana und anderen historischen mythologiehaltigen Texten des Buddhismus und Jainismus beruht. Nach Sheldon Pollock enthält die Figur des Rama uralte „Morpheme der indischen Mythen“, wie die mythischen Legenden von Bali und Namuci. Der antike Weise Valmiki verwendete diese Morpheme in seinen Ramayana Gleichnissen wie in den Abschnitten 3.27, 3.59, 3.73, 5.19 und 29.28.

### Geburt

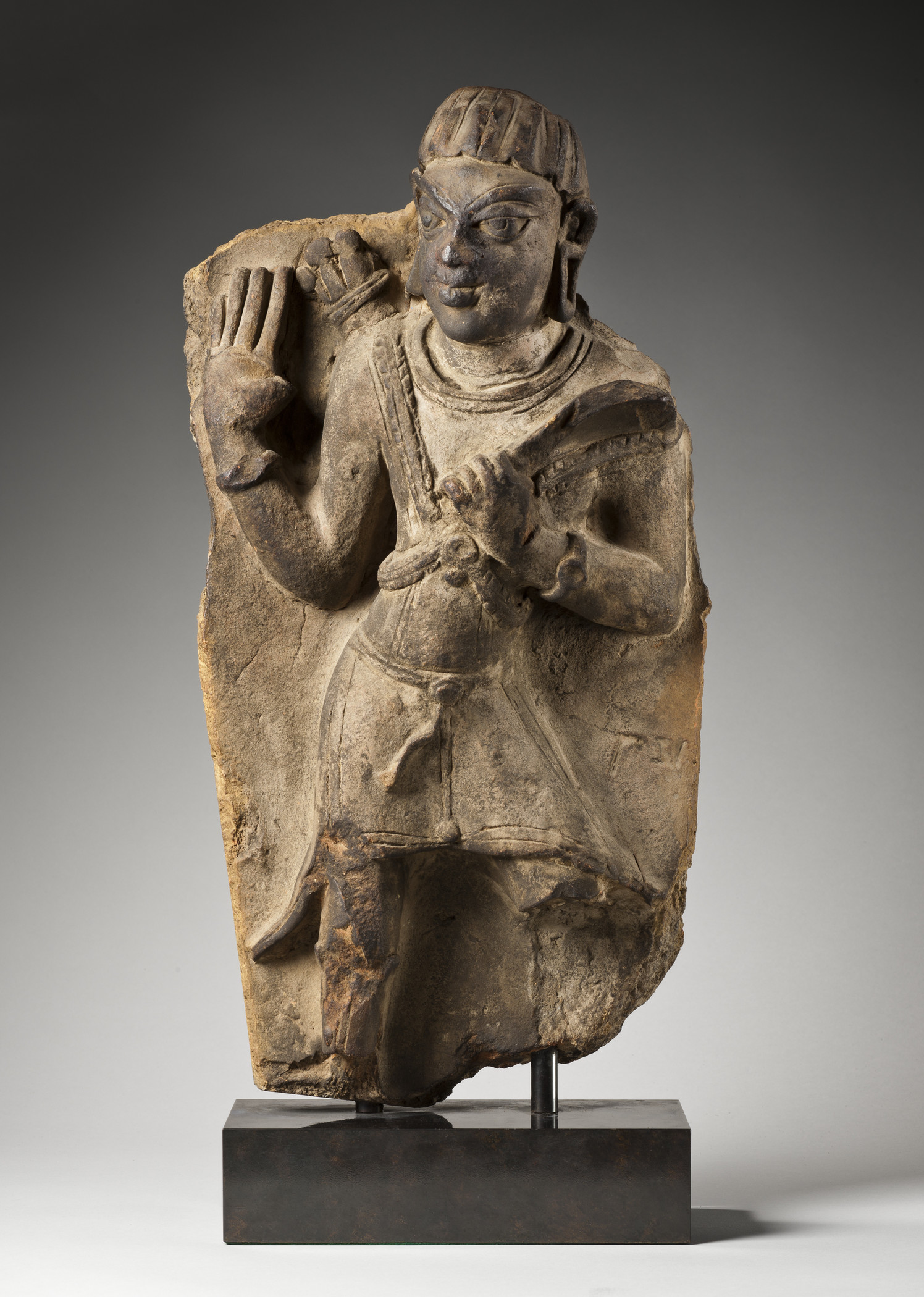
Eine Terrakotta-Skulptur aus dem 5. Jahrhundert, die Rama darstellt

Im antiken Epos Ramayana heißt es in der Balakanda, dass Rama und seine Brüder von Kaushalya und Dasharatha in Ayodhya, einer Stadt am Ufer des Sarayu-Flusses, geboren wurden. Die Jain-Versionen des Ramayana, wie das Paumacariya (wörtlich: Taten von Padma) von Vimalasuri, erwähnen ebenfalls die Details des frühen Lebens von Rama. Die Jain-Texte werden unterschiedlich datiert, im Allgemeinen aber auf die Zeit vor 500 n. Chr., wahrscheinlich auf die ersten fünf Jahrhunderte der gemeinsamen Zeitrechnung. Moriz Winternitz stellt fest, dass das Valmiki Ramayana bereits berühmt war, bevor es in das Jain Paumacariya Gedicht umgeschrieben wurde, das auf die zweite Hälfte des 1. Jahrhunderts n. Chr. datiert wird und einer ähnlichen Nacherzählung in der Buddha-carita von Asvagosa vorausgeht, die auf den Beginn des 2. Jahrhunderts n. Chr. oder früher datiert wird.
Dasharatha war der König von Kosala, und ein Teil der Kshatriya Sonnendynastie der Iksvakus. Der Name seiner Mutter Kaushalya impliziert wörtlich, dass sie aus Kosala stammte. Das Königreich Kosala wird auch im Buddhismus und in Jain-Texten erwähnt, als eines der sechzehn „Maha janapadas“ des alten Indien, und als wichtiges Pilgerzentrum für Jains und Buddhisten. Allerdings ist es unter Gelehrten umstritten, ob das moderne Ayodhya tatsächlich mit dem im Ramayana und anderen altindischen Texten erwähnten Ayodhya und Kosala identisch ist. 1
1 Kosala wird in vielen buddhistischen Texten und Reiseberichten erwähnt. Das Buddha-Götzenbild von Kosala ist in der Tradition des Theravada-Buddhismus von Bedeutung und wird von dem chinesischen Pilger Xuanzhang aus dem 7. Jahrhundert beschrieben. Er berichtet in seinen Memoiren, dass die Statue in der Hauptstadt von Kosala, damals Shravasti genannt, inmitten der Ruinen eines großen Klosters steht. Er berichtet auch, dass er zwei Repliken des Buddha nach China mitbrachte, eine von der Kosala-Ikone von Udayana und eine andere von der Prasenajit-Ikone von Prasenajit.
Ramas Geburt ist nach dem „Ramayana“ eine Inkarnation Gottes („Vishnu“) als Mensch. Als die Halbgötter zu Brahma gingen, um Befreiung von Ravanas Bedrohung auf der Erde zu erbitten (aufgrund der Kräfte, die er durch Brahmas Segen für ihn hatte), erschien Vishnu selbst und sagte, er werde als Rama (Mensch) inkarnieren und Ravana töten (da Brahmas Segen ihn für alle, einschließlich Gott, unbesiegbar machte, außer für Menschen).

### Jugend, Familie und Freunde

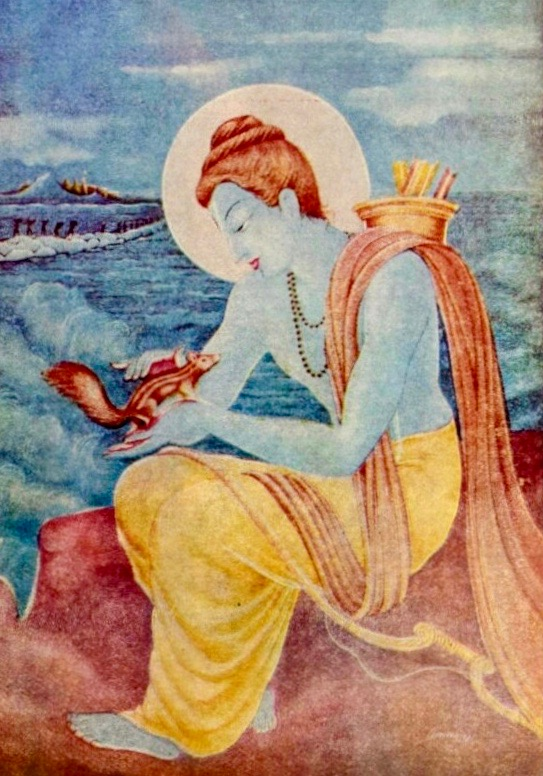
Rama wird in der hinduistischen Kunst und in Texten als mitfühlender Mensch dargestellt, der sich um alle Lebewesen kümmert.

Nach dem Balakanda-Abschnitt des Ramayana hatte Rama drei Brüder. Diese waren Lakshmana, Bharata und Shatrughna. In den erhaltenen Manuskripten des Textes wird ihre Erziehung und Ausbildung als junge Prinzen beschrieben, doch ist dies nur kurz. Rama wird als höflicher, selbstbeherrschter, tugendhafter Jüngling dargestellt, der stets bereit ist, anderen zu helfen. Seine Ausbildung umfasste die Vedas, die Vedangas sowie die Kampfkünste.
Die Jahre, in denen Rama aufwuchs, werden in späteren Hindu-Texten, wie dem Ramavali von Tulsidas, viel ausführlicher beschrieben. Die Darstellung ähnelt der von Krishna, aber in den Gedichten von Tulsidas ist Rama milder und zurückhaltender, introvertierter als die scherzende, extrovertierte Persönlichkeit von Krishna.
Im Königreich Mithilā gewinnt Rāma einen Wettbewerb im Bogenschießen und damit die Hand von König Janakas Tochter Sītā. Nach der Heirat bringt Rāma sie zurück nach Ayodhyā.
Während Rama und seine Brüder weg waren, erinnerte Kaikeyi, die Mutter von Bharata und zweite Frau von König Dasharatha, den König daran, dass er vor langer Zeit versprochen hatte, eine ihrer Bitten zu erfüllen, egal was. Dasharatha erinnert sich und erklärt sich bereit, dies zu tun. Sie verlangt, dass Rama für vierzehn Jahre in den Dandaka-Wald verbannt wird. Dasharatha ist betrübt über ihre Bitte. Ihr Sohn Bharata und andere Familienmitglieder sind über ihre Forderung verärgert. Rama erklärt, sein Vater solle sein Wort halten, und fügt hinzu, dass er sich weder nach irdischen noch nach himmlischen materiellen Genüssen sehne und weder nach Macht noch nach irgendetwas anderem strebe. Er teilt seiner Frau seinen Entschluss mit und sagt allen, dass die Zeit schnell vergeht. Sita geht mit ihm in den Wald, und Lakshmana schließt sich ihnen in ihrem Exil als fürsorglicher enger Bruder an.

### Exil und Krieg

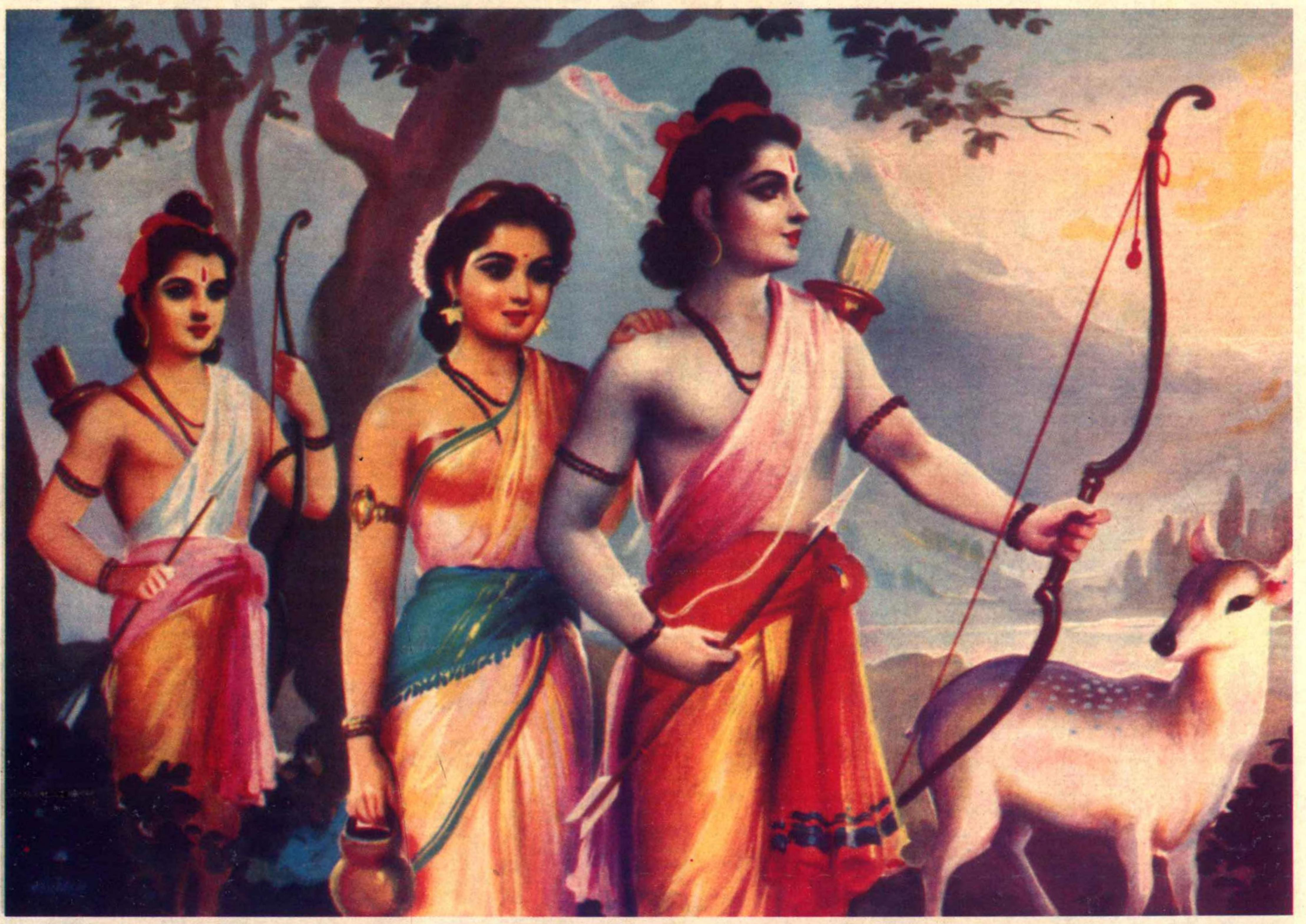
Rama wurde, zusammen mit seinem jüngeren Bruder Lakshmana und seiner Frau Sita, in den Wald verbannt.

Rama verlässt das Königreich Kosala, überquert den Fluss Yamuna und bleibt zunächst in Chitrakuta, am Ufer des Flusses Mandakini, in der Einsiedelei des Weisen Vasishtha. Während des Exils trifft Rama eine seiner Anhängerinnen, Shabari, die ihn so sehr liebte, dass sie, als Rama um etwas zu essen bat, ihm Beeren anbot. Aber jedes Mal, wenn sie ihm eine Frucht gab, kostete sie sie zuerst, um sicherzugehen, dass sie süß und schmackhaft war, als Zeichen ihrer Hingabe. Auch Rama verstand ihre Hingabe und aß alle halb gegessenen Beeren, die sie ihm gab. So sehr erwiderte er die Liebe und das Mitgefühl, die seine Anhänger ihm entgegenbrachten. In der hinduistischen Tradition wird der Ort an dem dies vorfiel mit Chitrakoot an der Grenze zwischen Uttar Pradesh und Madhya Pradesh gleichgesetzt. Die Region hat zahlreiche Rama-Tempel und ist ein wichtiger Vaishnava-Pilgerort. Die Texte beschreiben weiterhin Einsiedeleien vedischer Rishis (Weisen) und dass Rama durch die Wälder streifte, ein bescheidenes, einfaches Leben führte und den Asketen im Wald, die von Dämonen bedrängt und verfolgt wurden, Schutz und Hilfe bot, da sie in verschiedenen Ashrams wohnten.
Nach zehn Jahren des Umherziehens und Kämpfens kommt Rama in Panchavati an den Ufern des Flusses Godavari an. In dieser Region lebten zahlreiche Dämonen (Rakshashas). Eines Tages sah eine Dämonin namens Shurpanakha Rama, verliebte sich in ihn und versuchte, ihn zu verführen. Rama wies sie zurück. Lakshmana, der jüngere Bruder, der seine Familie beschützen wollte, schlug zurück, indem er Shurpanakha die Nase und die Ohren abschnitt. Der Kreislauf der Gewalt eskalierte und erreichte schließlich den Dämonenkönig Ravana, der der Bruder von Shurpanakha war. Ravana kommt nach Panchavati, um sich im Namen seiner Familie zu rächen, sieht Sita, fühlt sich zu ihr hingezogen und entführt sie in sein Königreich Lanka (vermutlich das heutige Sri Lanka).

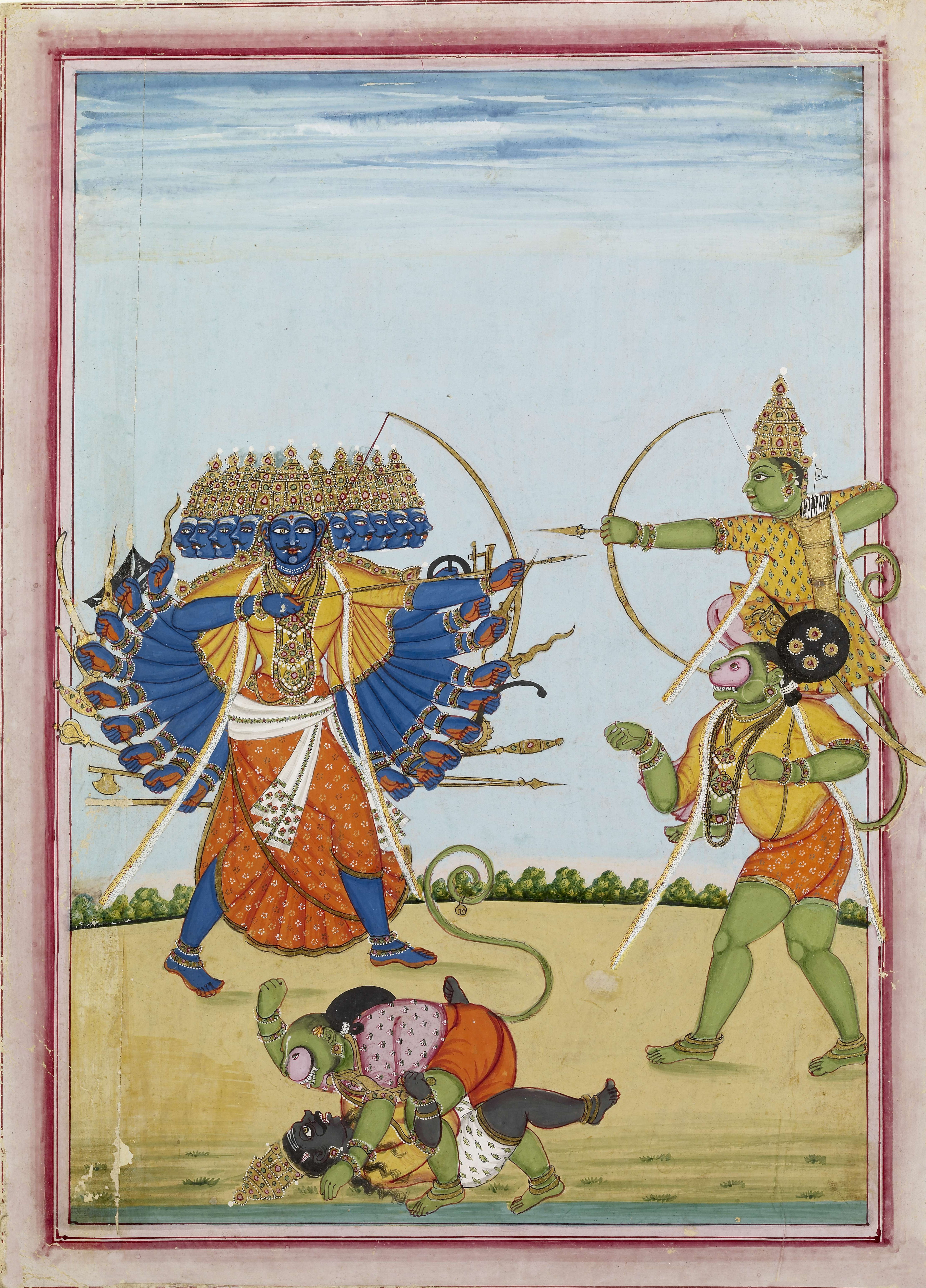
Rama sitzend auf dem Rücken von Hanuman (rechts) kämpft gegen Ravana, um 1820

Rama und Lakshmana entdecken die Entführung, machen sich Sorgen um Sitas Sicherheit, verzweifeln über den Verlust und verfügen nicht über die Mittel, um es mit Ravana aufzunehmen. Ihre Entbehrungen erreichen jetzt neue Höhen. Sie reisen nach Süden, treffen Sugriva, stellen eine Armee von Affen auf und ziehen engagierte Kommandeure wie Hanuman an, der ein Minister von Sugriva war.
Währenddessen bedrängt Ravana Sita, seine Frau, Königin oder Göttin zu werden. Sita jedoch lehnt ihn ab, worauf Ravana sehr wütend wird. Rama erreicht schließlich Lanka und kämpft in einem Krieg, der viele Höhen und Tiefen hat, aber schließlich siegt er, tötet Ravana und die Kräfte des Bösen und rettet seine Frau Sita. Sie kehren daraufhin zurück nach Ayodhya.

### Nachkriegsherrschaft, Tod und Wiedererscheinen
Die Rückkehr von Rama nach Ayodhya wurde mit seiner Krönung gefeiert. Sie wird Rama pattabhisheka genannt, und seine Herrschaft selbst als Rama rajya als eine gerechte und faire Herrschaft beschrieben. Es wird von vielen geglaubt, dass, als Rama zurückkehrte, die Menschen ihr Glück mit diyas (Lampen) feierten, und so ist das Fest Diwali ist mit Ramas Rückkehr verbunden.
Nach Ramas Thronbesteigung tauchen Gerüchte auf, dass Sita freiwillig gegangen sein könnte, als sie von Ravana entführt wurde; Sita protestiert, dass ihre Gefangennahme erzwungen wurde. Rama reagiert auf den öffentlichen Klatsch, indem er sich von seiner Frau lossagt und sie auffordert, ihre Keuschheit vor Agni (Feuer) zu beweisen. Sie tut es und besteht die Prüfung. Rama und Sita leben glücklich zusammen in Ayodhya und haben Zwillingssöhne, die im Ramayana und anderen wichtigen Texten Kusha und Lava genannt werden. In einigen Überarbeitungen ist die Geschichte jedoch anders und tragisch, mit Sita, die aus Trauer darüber stirbt, dass ihr Mann ihr nicht vertraut hat, was Sita zu einer moralischen Heldin macht und den Leser mit moralischen Fragen über Rama zurücklässt. In diesen Überarbeitungen führt der Tod von Sita dazu, dass Rama sich selbst ertränkt. Durch den Tod schließt er sich ihr im Jenseits an. Die Darstellung, dass Rama stirbt, indem er sich ertränkt und dann als sechsarmige Inkarnation von Vishnu im Himmel auftaucht, findet sich in der burmesischen Version von Ramas Lebensgeschichte namens Thiri Rama.

### Variationen und Schriften

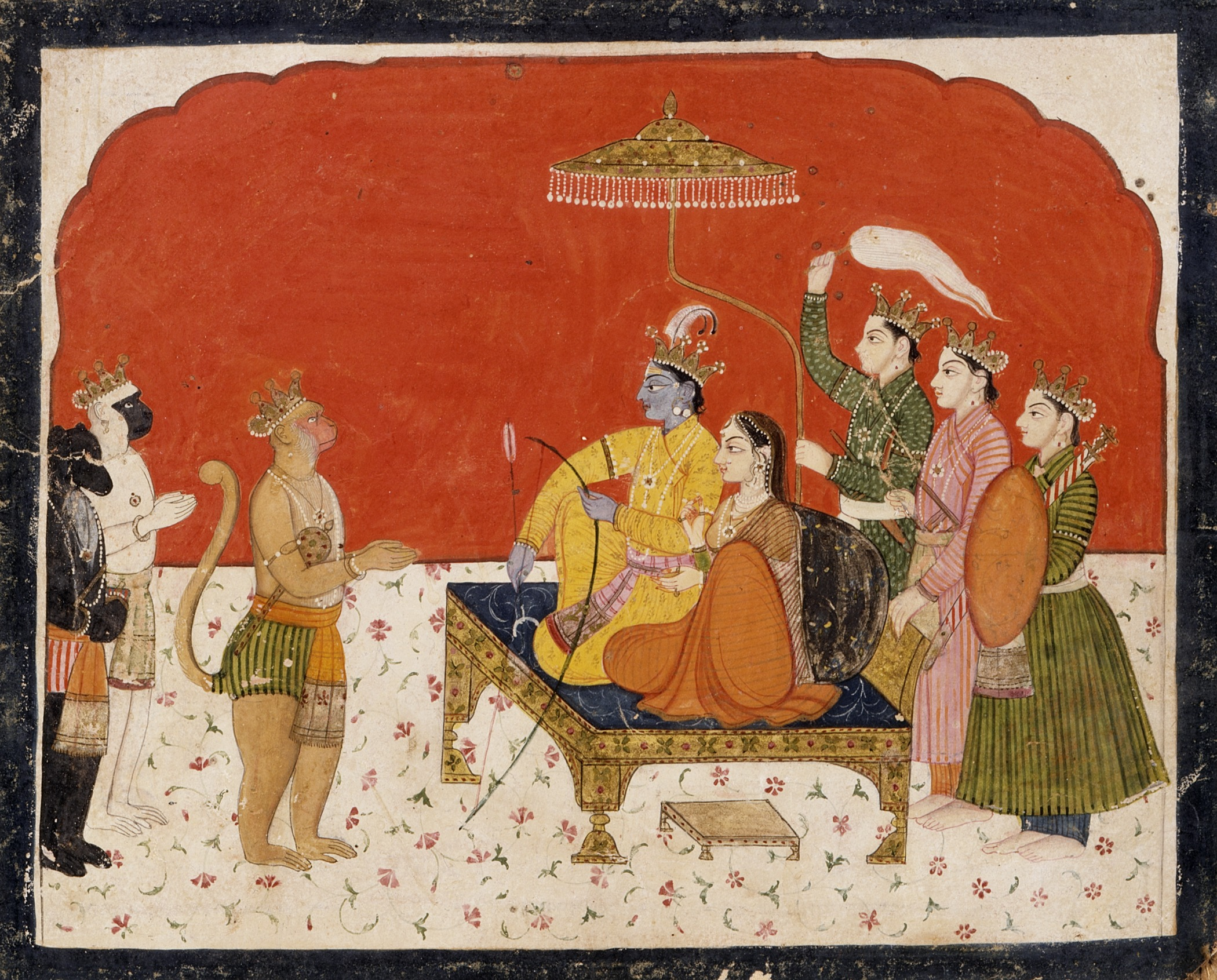
Rama darbar (Ramas Hof), Chamba-Malerei, 1775–1800. Rama und Sita auf dem Thron mit Ramas Brüdern dahinter. Hanuman mit Sugriva und Jambavan machen ihre Aufwartung.

Die Legenden von Rama unterscheiden sich je nach Region und Manuskript erheblich. Es gibt zwar ein gemeinsames Fundament, eine gemeinsame Handlung, eine gemeinsame Grammatik und einen gemeinsamen Kern von Werten, die mit einem Kampf zwischen Gut und Böse verbunden sind, aber es gibt weder eine korrekte Version noch eine einzige nachprüfbare alte Version. Paula Richman zufolge gibt es Hunderte von Versionen „der Geschichte von Rama in Indien, Südostasien und darüber hinaus“. Die Versionen variieren von Region zu Region und spiegeln die lokalen Interessen und Geschichten wider, und diese können nicht als „Abweichungen oder verschiedene Erzählungen“ von der „echten“ Version bezeichnet werden, vielmehr sind alle Versionen der Rama-Geschichte echt und in ihrer eigenen Bedeutung für die lokale kulturelle Tradition wahr, so Wissenschaftler wie Richman und Ramanujan.
Die Geschichten variieren in Details, insbesondere dort, wo die moralische Frage klar ist, aber die angemessene ethische Antwort unklar oder umstritten ist. Als sich zum Beispiel die Dämonin Shurpanakha als Frau verkleidet, um Rama zu verführen, und dann Ramas Frau Sita verfolgt und belästigt, nachdem Rama sie zurückgewiesen hat, steht Lakshmana vor der Frage nach einer angemessenen ethischen Reaktion. In der indischen Tradition, so Richman, gilt der gesellschaftliche Wert, dass „ein Krieger niemals eine Frau verletzen darf“. Über die Einzelheiten der Reaktion von Rama und Lakshmana und deren Rechtfertigung gibt es zahlreiche Versionen. Ebenso gibt es zahlreiche und sehr unterschiedliche Versionen, wie Rama mit den Gerüchten gegen Sita umgeht, wenn sie siegreich nach Ayodhya zurückkehren, da die Gerüchte weder objektiv untersucht noch summarisch ignoriert werden können. Ähnlich variieren die Versionen bei vielen anderen spezifischen Situationen und Abschlüssen wie z. B. wie Rama, Sita und Lakshmana sterben.
Die Variationen und Ungereimtheiten beschränken sich nicht auf die Texte in den hinduistischen Traditionen. Die Rama-Geschichte in der Jain-Tradition variiert ebenfalls je nach Autor und Region, in Details, in angedeuteten ethischen Vorschriften und sogar in den Namen – die älteren Versionen verwenden den Namen Padma anstelle von Rama, während die späteren Jain-Texte nur Rama verwenden.
Im Bhagavatapurana, einer weiteren heiligen Schrift des Vishnuismus, ist in 9.10 f. eine Zusammenfassung der Geschehnisse aus dem Ramayana zu finden. Ramas Geburtstag Ramnavami (Schreibweise auch Ram Navami oder Rama Navami) ist ein wichtiges Fest der Hindus. Er fällt auf den 9. Tag des zunehmenden Mondes im Monat Chaitra (März/April).
Die gesamte Lebensgeschichte von Rama, Sita und ihren Gefährten erörtert allegorisch die Pflichten, Rechte und sozialen Verantwortlichkeiten des Einzelnen. Sie veranschaulicht Dharma und ein dharmisches Leben durch Modellcharaktere.
Rama ist für den Vaishnavismus von besonderer Bedeutung. Er ist die zentrale Figur des alten hinduistischen Epos Ramayana, eines Textes, der in den süd- und südostasiatischen Kulturen seit jeher beliebt ist. Seine alten Legenden haben Bhasya (Kommentare) und umfangreiche Sekundärliteratur hervorgebracht und die Aufführungskunst inspiriert. Zwei solcher Texte sind zum Beispiel das Adhyatma Ramayana – eine spirituelle und theologische Abhandlung, die von den Ramanandi-Klöstern als grundlegend angesehen wird, und die Ramcharitmanas – eine populäre Abhandlung, die jedes Jahr im Herbst in Indien Tausende von Ramlila-Aufführungen inspiriert.
Rama-Legenden finden sich wie erwähnt auch in den Texten des Jainismus und Buddhismus, obwohl er in diesen Texten manchmal Pauma oder Padma genannt wird, und ihre Details unterscheiden sich erheblich von den Hindu-Versionen. In Jain-Texten wird Rama auch als der achte Balabhadra unter den 63 Salakapurusas erwähnt. Im Sikhismus wird Rama als einer der vierundzwanzig göttlichen Avatare von Vishnu im Chaubis Avtar im Dasam Granth erwähnt.

## Etymologie und Nomenklatur
Rama ist auch als Ram, Raman, Ramar und Ramachandra bekannt. Rāma ist ein vedisches Sanskrit-Wort mit zwei kontextuellen Bedeutungen. In einem Kontext, wie er im Atharva Veda zu finden ist, bedeutet es laut Monier Monier-Williams „dunkel, dunkelfarbig, schwarz“ und ist mit dem Begriff ratri verwandt, der Nacht bedeutet. In einem anderen Zusammenhang in anderen vedischen Texten bedeutet das Wort „erfreulich, reizvoll, charmant, schön, lieblich“. Das Wort wird manchmal als Suffix in verschiedenen indischen Sprachen und Religionen verwendet, z. B. in Pali in buddhistischen Texten, wo -rama dem zusammengesetzten Wort die Bedeutung von „angenehm für den Geist, lieblich“ hinzufügt.
Rama als Vorname erscheint in der vedischen Literatur in Verbindung mit zwei patronymischen Namen – Margaveya und Aupatasvini –, die für verschiedene Personen stehen. Eine dritte Person namens Rama Jamadagnya ist der angebliche Verfasser der Hymne 10.110 des Rigveda in der hinduistischen Tradition. Das Wort Rama erscheint in der antiken Literatur in verehrenden Begriffen für drei Personen:
1. Parashu-rama, der sechste Avatar von Vishnu. Er ist mit dem Rama Jamadagnya des Rigveda-Ruhmes verbunden.
2. Rama-chandra, der siebte Avatar Vishnus und berühmt für das alte Ramayana.
3. Bala-rama, auch Halayudha genannt, als älterer Bruder von Krishna, die beide in den Legenden des Hinduismus, Buddhismus und Jainismus vorkommen.

Der Name Rama taucht wiederholt in hinduistischen Texten auf, für viele verschiedene Gelehrte und Könige in mythischen Geschichten. Das Wort taucht auch in den alten Upanishaden und Aranyakas der vedischen Literatur sowie in der Musik und anderer nachvedischer Literatur auf, allerdings im Zusammenhang mit etwas oder jemandem, der „charmant, schön, lieblich“ oder „Dunkelheit, Nacht“ ist.

## Datierung

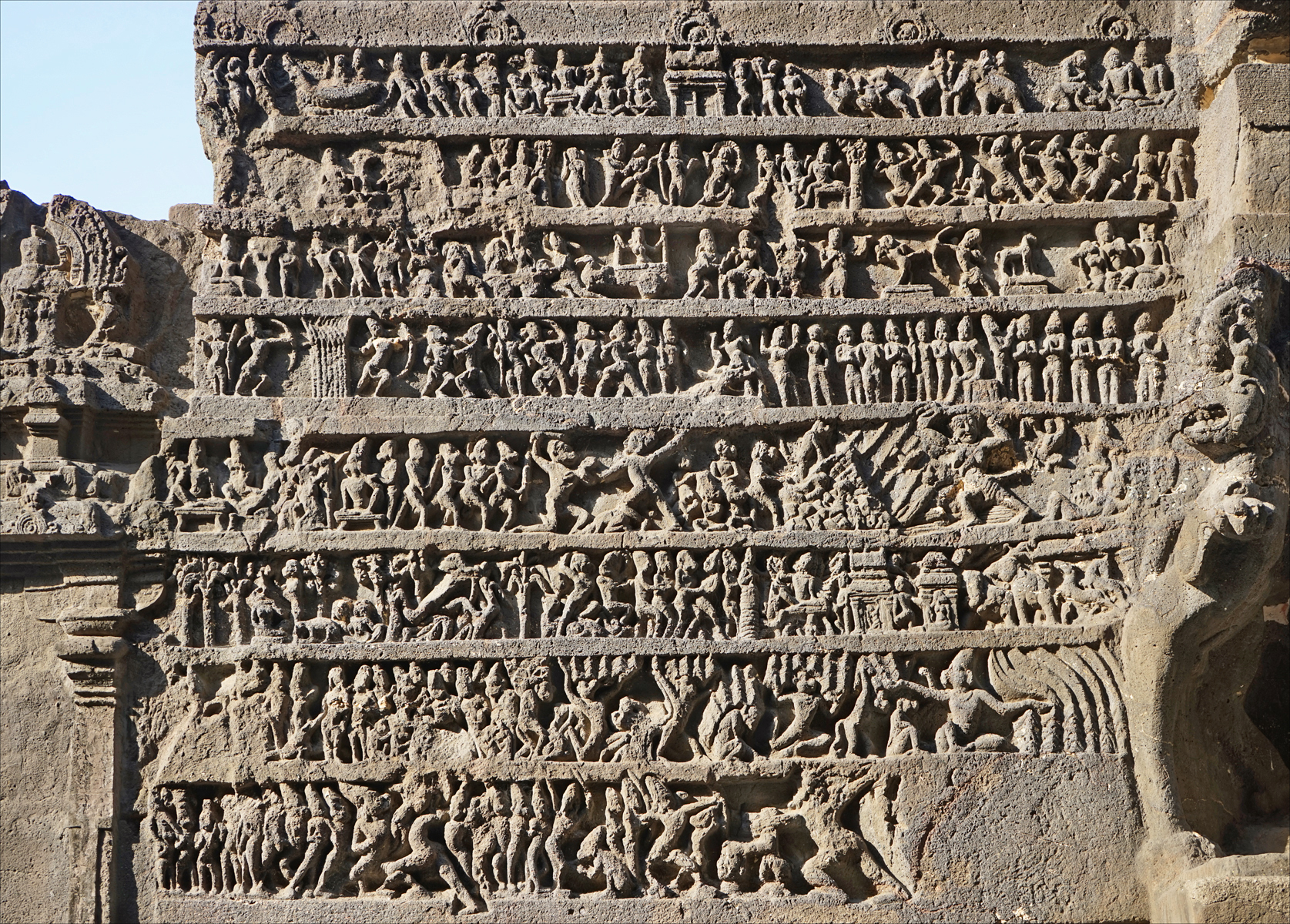
Die Rama-Geschichte ist als Reliefkunstwerk aus dem 8. Jahrhundert im größten Shiva-Tempel der Ellora-Höhlen in Stein gemeißelt, was auf ihre Bedeutung für die damalige indische Gesellschaft hinweist.

In einigen Hindu-Texten wird behauptet, Rama habe im Treta Yuga gelebt, das nach Schätzungen der Autoren vor etwa 5.000 v. Chr. existierte. Der Archäologe H. S. Sankalia, der sich auf die proto- und altindische Geschichte spezialisiert hat, hält diese Schätzung für „reine Spekulation“. Einige andere Forscher halten es für plausibler, dass Rama um 1250 v. Chr. gelebt hat, und stützen sich dabei auf die Königslisten der Kuru- und Vrishni-Führer, die, wenn man die Regierungszeiten realistischer einschätzt, Bharat und Satwata, Zeitgenossen von Rama, in diese Zeit einordnen würden. Sankalia geht davon aus, dass verschiedene Ereignisse des Ramayana bereits 1.500 v. Chr. stattgefunden haben.
Die Abfassung von Ramas Epos, dem Ramayana, wird in seiner heutigen Form gewöhnlich auf das 8. bis 4. Jahrhundert v. Chr. datiert. Laut John Brockington, einem Professor für Sanskrit in Oxford, der für seine Veröffentlichungen über das Ramayana bekannt ist, wurde der ursprüngliche Text wahrscheinlich in noch älterer Zeit verfasst und mündlich überliefert, wobei moderne Wissenschaftler verschiedene Jahrhunderte im 1. Jahrtausend v. Chr. vermuten. Brockington ist der Ansicht, dass „auf der Grundlage der Sprache, des Stils und des Inhalts des Werks eine Datierung in das fünfte Jahrhundert v. Chr. die vernünftigste Schätzung ist“.

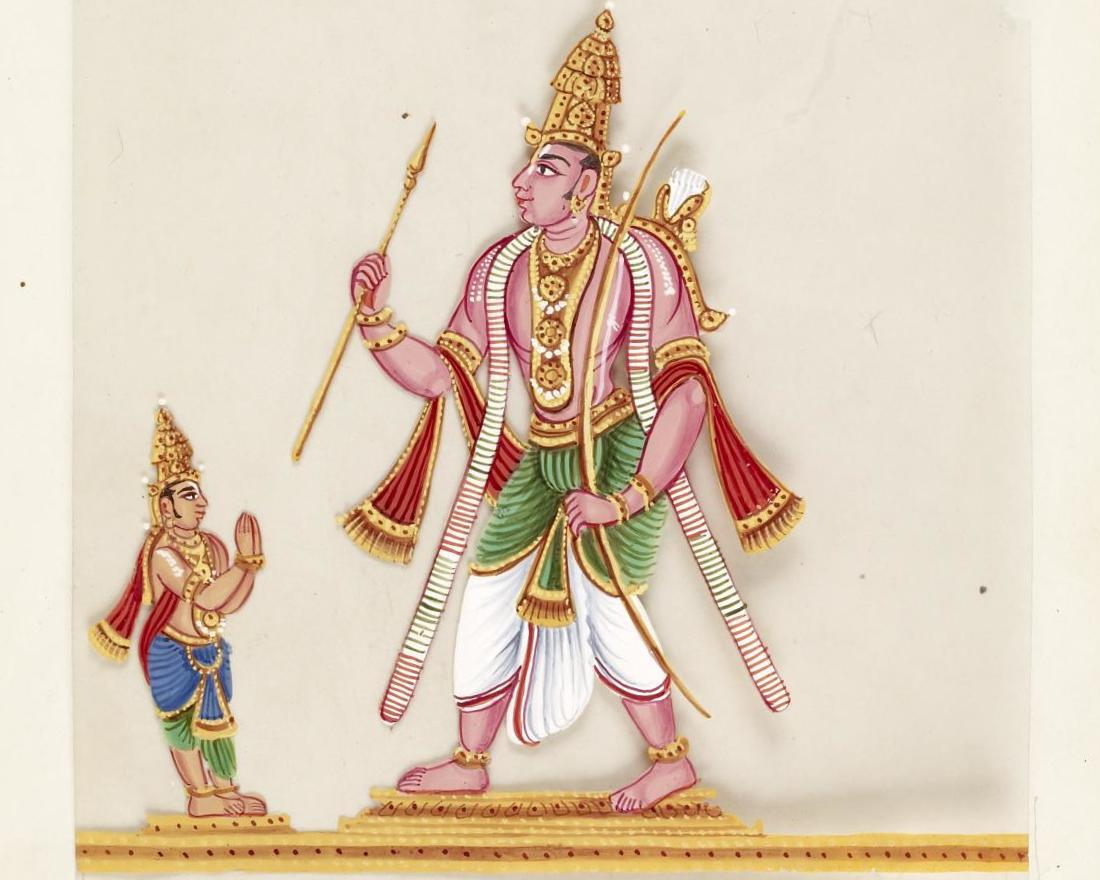
1870 Gemälde auf Glimmer mit dem Titel „Inkarnation von Vishnu“

## Erscheinung
Valmiki beschreibt Rama im Ramayana als charmante, gut gebaute Person mit dunklem Teint (varṇam śyāmam) und langen Armen (ājānabāhu, d. h. eine Person, deren Mittelfinger über das Knie hinausreicht). Im Sundara-Kanda-Abschnitt des Epos beschreibt Hanuman Sita die Erscheinung Ramas, als sie in Lanka gefangen gehalten wird, um ihr zu beweisen, dass er tatsächlich ein Bote Ramas ist:
Er hat breite Schultern, mächtige Arme, einen muschelförmigen Hals, ein reizendes Antlitz und kupferfarbene Augen;
Er hat sein Schlüsselbein verdeckt und ist bei den Menschen als Rama bekannt. Er hat eine Stimme (tief) wie der Klang einer Pauke und eine glänzende Haut,
Er ist prächtig, von quadratischem Körperbau und wohlproportionierten Gliedmaßen und hat einen dunkelbraunen Teint.

## Ikonographie

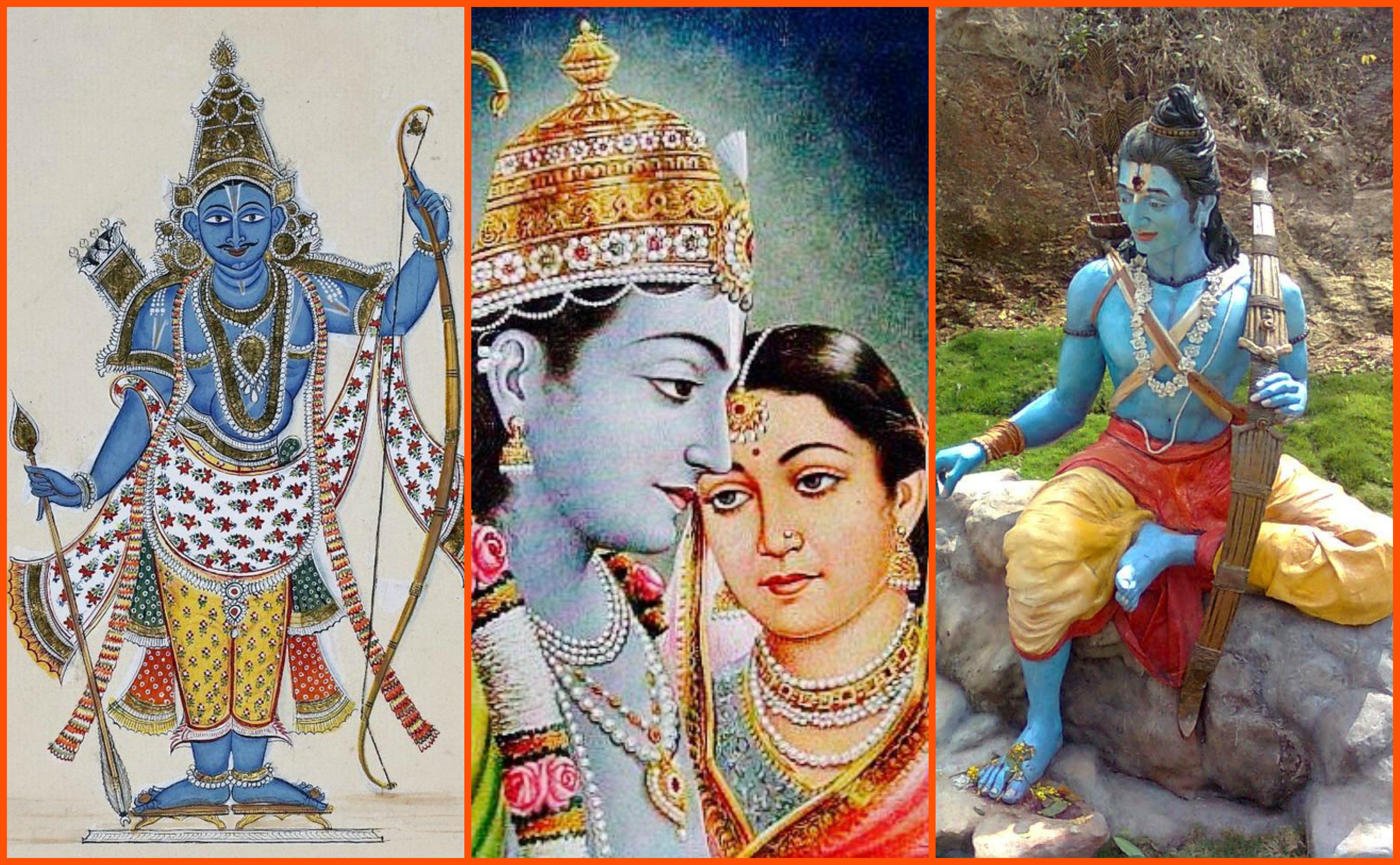
Die Ikonographie von Rama ist sehr unterschiedlich und zeigt ihn in der Regel im Zusammenhang mit einer Legende.

Die Ikonographie von Rama weist Elemente der Vishnu-Avatare auf, hat aber mehrere charakteristische Elemente. Er hat nie mehr als zwei Hände, er hält (oder hat in der Nähe) einen Bana (Pfeil) in seiner rechten Hand, während er den Dhanus (Bogen) in seiner linken hält. Die am meisten empfohlene Ikone für ihn ist, dass er in der Tribhanga-Pose (dreimal gebogene „S“-Form) steht. Er wird in schwarzer, blauer oder dunkler Farbe dargestellt und trägt normalerweise rötliche Kleidung. Wenn seine Frau und sein Bruder Teil der Ikonographie sind, befindet sich Lakshamana auf seiner linken Seite, während Sita immer auf der rechten Seite von Rama steht, beide mit goldgelbem Teint.

## Anbetung und Tempel

### Anbetung

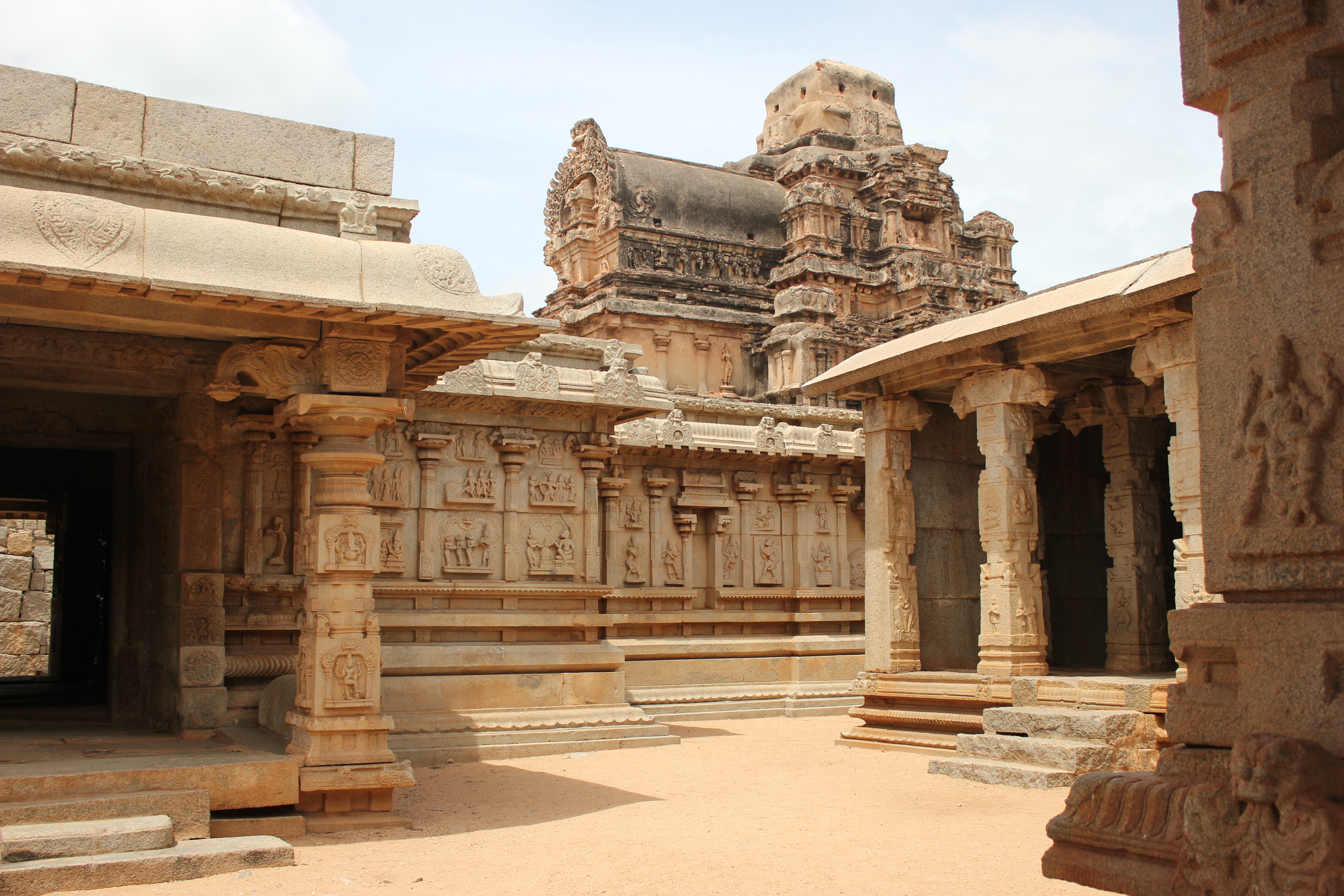
Zum UNESCO-Weltkulturerbe Hampi in Karnataka, das vom Vijayanagara-Reich erbaut wurde, gehört ein großer Rama-Tempel. Seine zahlreichen Wandreliefs erzählen die Lebensgeschichte von Rama.

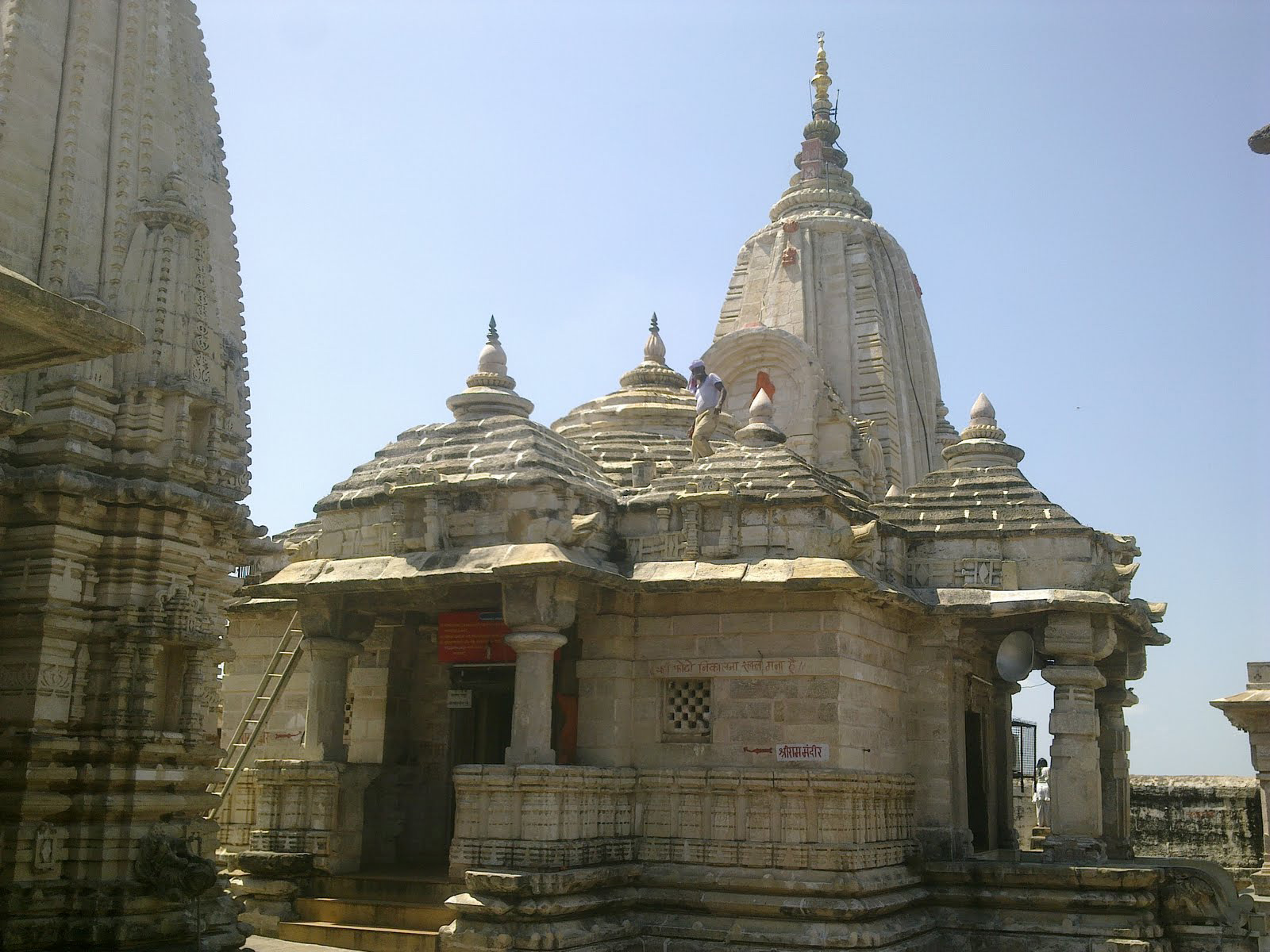
Rama-Tempel in Ramtek (10. Jahrhundert, restauriert). Eine mittelalterliche Inschrift bezeichnet Rama hier als Advaitavadaprabhu oder „Herr der Advaita-Lehre“.

Rama ist eine verehrte Vaishanava-Gottheit, die privat zu Hause oder in Tempeln verehrt wird. Er war Teil der Bhakti-Bewegung, insbesondere aufgrund der Bemühungen des nordindischen Dichters und Heiligen Ramananda aus dem 14. Jahrhundert. Diese Gemeinschaft hat sich zur größten hinduistischen Mönchsgemeinschaft der Neuzeit entwickelt. Diese von Rama inspirierte Bewegung setzt sich für soziale Reformen ein und nimmt seit der Lenzeit Ramanandas, der Muslime aufnahm, die den Islam verlassen wollten, Mitglieder auf, ohne jemanden nach Geschlecht, Klasse, Kaste oder Religion zu diskriminieren. Nach traditioneller Auffassung gehörten zu seinen Schülern spätere Dichterheilige der Bhakti-Bewegung wie Kabir, Ravidas, Bhagat Pipa und andere.

### Tempel
Tempel, die Rama gewidmet sind, finden sich in ganz Indien und an Orten, an denen sich indische Migrantengemeinschaften niedergelassen haben. In den meisten Tempeln wird die Ikonographie Ramas von der seiner Frau Sita und seines Bruders Lakshmana begleitet. In einigen Fällen ist auch Hanuman, entweder in direkter Nähe, oder auf dem Tempelgelände zu sehen.
Hinduistische Tempel, die Rama gewidmet waren, wurden laut Inschriften auf Kupferplatten bereits im frühen 5. Jahrhundert errichtet, haben jedoch die Zeiten nicht überlebt. Der älteste erhaltene Rama-Tempel befindet sich in der Nähe von Raipur (Chhattisgarh), der so genannte Rajiva-locana-Tempel in Rajim nahe dem Mahanadi-Fluss. Er gehört zu einem Tempelkomplex, der Vishnu gewidmet ist, und stammt aus dem 7. Jahrhundert, wobei um 1145 n. Chr. einige Restaurierungsarbeiten durchgeführt wurden, die auf epigraphischen Belegen beruhen. Der Tempel ist auch heute noch wichtig für die Rama-Anhänger, die sich dort an Tagen wie Rama Navami versammeln.